# Kollwitzplatz Berlin
Kollwitzplatz Berlin ist ein DDR-Dokumentar-Kurzfilm  über den Kollwitzplatz im Berliner Ortsteil Prenzlauer Berg.

## Handlung
Der Fotograf Horst Sturm, der am Kollwitzplatz lebt, erzählt von dessen Geschichte und zeigt alte Fotos, durch die zu erkennen ist, wie der Platz und die umliegenden Häuser sich seit dem Ende des Zweiten Weltkriegs verändert haben. Ein zentrales Motiv ist auch die Kollwitz-Statue auf dem Platz.
Der Film betont die sich, nach Ansicht der Produzenten, stetig verbessernden Lebensverhältnisse in der DDR und zeigt Renovierungsmaßnahmen an den alten Häusern rund um den Platz, durch die wieder kleine Läden und Handwerksbetriebe angezogen würden. Es wird hervorgehoben, dass es eine freundliche Atmosphäre und ein gutes Miteinander der Anwohner gebe – dargestellt durch Bilder von Menschen jeder Generation, die sich auf dem Platz treffen. Als Kontrast dazu zeigt der Film die armen und traurigen Figuren auf den Zeichnungen von Käthe Kollwitz gezeigt, die eine schlechtere Vergangenheit verkörpern.
Der Text, den der ADN-Fotograf Sturm im Film spricht, beinhaltet die Aussage, dass bis 1990 in der DDR Probleme des Wohnraums als soziale Frage gelöst sein werden.
Der Film wurde im Jahr der Berliner 750-Jahr-Feier produziert, zu deren Anlass Häuser der Husemannstraße und am Kollwitzplatz als Vorzeigeprojekt renoviert wurden. Erstmals konnten damals in Ost-Berlin wieder private Geschäfte eröffnen wie das Restaurant Restauration 1900.

## Produktion
Der Film wurde 1986 vom DEFA-Studio für Dokumentarfilme produziert.